# Přimda (berg)
Přimda är ett berg i Tjeckien.   Det ligger i regionen Plzeň, i den västra delen av landet, 130 km väster om huvudstaden Prag. Toppen på Přimda är 830 meter över havet, eller 203 meter över den omgivande terrängen. Bredden vid basen är 5,4 km. Přimda ingår i Český Les.
Terrängen runt Přimda är platt norrut, men söderut är den kuperad.Runt Přimda är det glesbefolkat, med 20 invånare per kvadratkilometer. Närmaste större samhälle är Tachov, 12,8 km norr om Přimda. Omgivningarna runt Přimda är en mosaik av jordbruksmark och naturlig växtlighet.